# كيفن جاكسون
كيفن جاكسون (بالإنجليزية: Kevin Jackson)‏ (5 يوليو 1978 الولايات المتحدة - ) هو لاعب كرة قدم أمريكي يلعب كلاعب وسط.